# Tamarón
Tamarón község Spanyolországban, Burgos tartományban. Tamarón Celada del Camino, Villaldemiro, Villaquirán de los Infantes, Los Balbases, Iglesias és Estépar községekkel határos. Lakosainak száma 55 fő (2024).

## Népesség
A település népessége az utóbbi években az alábbiak szerint változott:
| Lakosok száma | 52   | 46   | 43   | 47   | 46   | 42   | 41   | 43   | 41   | 55   |
|               | 2001 | 2004 | 2006 | 2009 | 2011 | 2014 | 2016 | 2019 | 2021 | 2024 |